# جينباتشي ميشيما
جنباتشي ميشيما (باليابانية: 三島 仁八، بالروماجي: Mishima Jinpachi)، هو المؤسس الحقيقي لميشيما زايباتسو، ووالد هيهاتشي ميشيما، وجد كازويا ميشيما، وجد جين كازاما الأكبر. احتجز جنباتشي تحت هون-مارو من قبل ابنه، هيهاتشي لعقود. بعد انفجار هون-مارو على يد جاك-4 في محاولة قتل هيهاتشي، جنباتشي، المزود بطاقة الشر، قدر على تحرير نفسه. مع استعادته زمام الأمور في ميشيما زايباتسو، أعلن جنباتشي بدء بطولة ملك القبضة الحديدية 5.
جنباتشي هو الزعيم الأخير في تيكن 5 وتيكن 5: دارك ريزوركشن، وواحد من الزعماء ماقبل الأخيرين في تيكن تاغ تورنمنت 2 (مع ابنه. لكنه لم يمكن اللعب به حتى نسخة بلاي ستيشن 3 من تيكن 5: دارك ريزوركشن وإصدار تيكن تاغ تورنمنت 2.

## وصلات خارجية
- تيكن ويكي
- تيكنبيديا الإنجليزية نسخة محفوظة 3 نوفمبر 2013 على موقع واي باك مشين.